# Petru Filip
Petru Filip (ur. 23 stycznia 1955 w Slobozii) – rumuński polityk, prawnik, parlamentarzysta krajowy i europejski.

## Życiorys
Ukończył w 1979 studia mechaniczne na politechnice w Timișoarze. W 2002 uzyskał stopień doktora w zakresie inżynierii mechanicznej. Pracował w przedsiębiorstwie przemysłowym oraz jako wykładowca akademicki. W latach 1991–1996 i ponownie od 2000 do 2007 był burmistrzem Oradea. Zaangażował się w działalność Partii Demokratycznej (przemianowanej później na Partię Demokratyczno-Liberalną).
W pierwszych powszechnych wyborach w 2007 uzyskał mandat posła do Parlamentu Europejskiego. Był członkiem grupy chadeckiej oraz Komisji Rozwoju Regionalnego. Z PE odszedł pod koniec 2008 w związku z wyborem w skład rumuńskiego Senatu. Uzyskał reelekcję również w 2012. W tym samym roku przeszedł też do Partii Socjaldemokratycznej.